# Надь, Эва
Эва Надь (венг. Nagy Éva, 1 января 1948, Пештержебет, 20-й район Будапешта, Венгрия — 19 марта 2021) — венгерская эстрадная певица, была одной из самых популярных молодых певиц своего времени.

## Биография
Родилась в Пештержебете, но росла в городе Шаторальяуйхей. Начала петь в 1967 году, а в следующем году приняла участие в Фестивале танцевальной песни, где победила со своей песней «Наше последнее свидание» в дуэте с Ливерсингом.
Несмотря на обнадеживающее начало, карьера певицы затормозилась на несколько лет, но она всё же выпустила ещё две песни на своем сингле («Давай, давай, деревья плачут»). В 1970-х годах она снова участвовала в нескольких фестивалях, а затем пела в детских шоу, последний раз выступив в возрасте 54 лет.
В интервью в возрасте 71 года сказала:

Я могла бы быть грустной старухой, но, к счастью, я из тех, кто принимает вещи такими, какие они есть. Тот факт, что позже я была очень занята в детских шоу, был моим умным поступком, потому что я получила там столько любви, что в конце концов это заставило меня забыть, что моя карьера эстрадной певицы не сложилась так, как я хотела. По крайней мере, я сделала всё. Ещё я бы добавила, если бы меня взяли в жюри, я бы, наверное, сейчас была угрюмой старухой за своим столом, потому что это был бы не мой мир, я записалась туда только потому, что тогда это было модно.
Оригинальный текст (венг.)Lehetnék egy magamba fordult, szomorú öregasszony, de szerencsére az a típus vagyok, aki elfogadja a dolgokat úgy, ahogy vannak. Az, hogy később átnyergeltem a gyerekműsorokra, okos dolog volt, mert ott annyi szeretetet kaptam, hogy az végül is elfeledtette velem, hogy a táncdalénekesi karrierem nem olyan lett, amilyet szerettem volna. Én legalább mindent megtettem. Hozzáteszem, ha felvesznek a jogra, valószínűleg most egy savanyú, íróasztalnál megöregedett ember lennék, mert az nem az én világom volt, és csak azért jelentkeztem oda, mert az volt akkor a divat. 

По сообщению источника, близкого к её семье, смерть певицы наступила из-за коронавирусной инфекции.
Дважды была замужем и имела сына.

## Синглы
- Illés Zenekar* / Nagy Éva — Amikor Én Még Kis Srác Voltam / Ez Az Utolsó Randevúnk (7", Single, Mono) Qualiton SP 530 1968
- Nagy Éva — Rongyos Lett A Lámpaernyő / Gyere, Gyere Hát обложка альбома Szécsi Pál / Nagy Éva — Rongyos Lett A Lámpaernyő / Gyere, Gyere Hát (7", Single, Mono) Qualiton SP 625 1969
- Nagy Éva — Zúgva Sírnak A Fák / Álmodozás обложка альбома Nagy Éva / Váry Duett — Zúgva Sírnak A Fák / Álmodozás (7", Single, Mono) Qualiton SP 751 1970
- Nagy Éva — Zöld Folyó / Tapsolj! обложка альбома Bódy Magdi, Nagy Éva — Zöld Folyó / Tapsolj! (7") Pepita SP 70144 1974